# Litworowy Żleb (Dolina Roztoki)

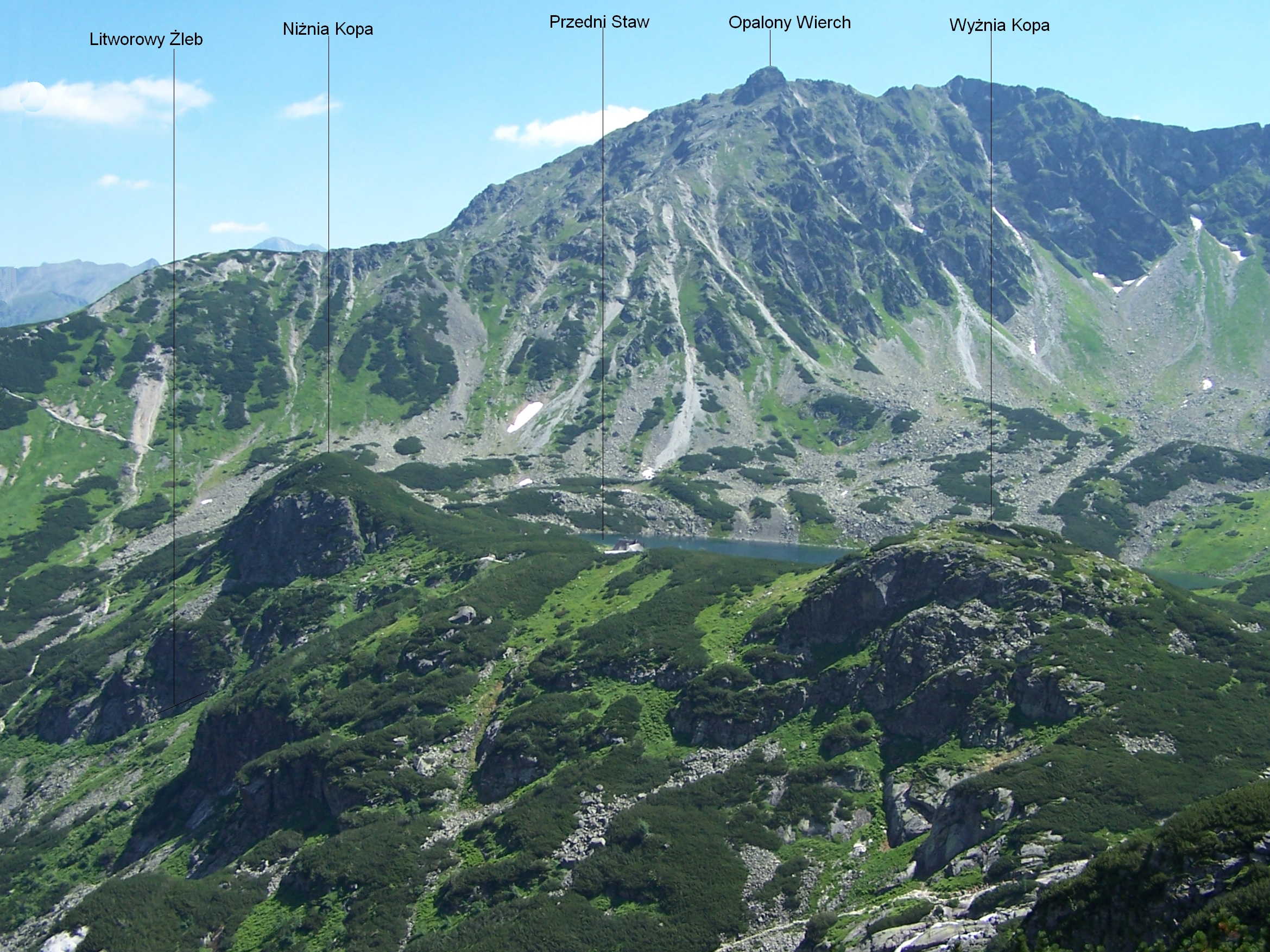

Litworowy Żleb – żleb w Dolinie Roztoki w polskich Tatrach Wysokich. Opada z progu oddzielającego tę dolinę od Doliny Pięciu Stawów Polskich, a dokładniej z obniżenia pomiędzy Niżnią Kopą (1715 m) a Wyżnią Kopą (1725 m). Na niektórych mapach opisany jest jako Zadni Litworowy Żleb. Nieco dalej na wschód figuruje na tych mapach inny żleb – Skrajny Litworowy Żleb opadający z obniżenia między Niżnią Kopą a Świstową Czubą. Władysław Cywiński jednak w swoim szczegółowym przewodniku pisze, że nie jest to żleb, lecz szeroka depresja, nie ma więc potrzeby wyróżniania tutaj dwóch Litworowych Żlebów.
Litworowy Żleb jest krótki i płytko wcięty w skały. Opada początkowo w północno-wschodnim, później północno-zachodnim kierunku, przecina zielony szlak turystyczny prowadzący Doliną Roztoki i na wysokości około 1440 m uchodzi do potoku Roztoka nieco poniżej Bacowej Wanty (Bacowej Skały). Zimą czasami zjeżdżają nim narciarze.
Nazwa jest ludowego pochodzenia i pochodzi od słowa litwor w gwarze podhalańskiej oznaczającego roślinę dzięgiel litwor. W Tatrach jest wiele nazw wywodzących się od tej rośliny.

## Szlaki turystyczne
Wodogrzmoty Mickiewicza – Nowa Roztoka – Dziadula – Litworowy Żleb – Bacowa Wanta – Siklawa – Wielki Staw Polski